# Niederwerrn
Niederwerrn è un comune tedesco di 7 937 abitanti, situato nel land della Baviera. A ca. 1 km verso ovest si trova la frazione di Oberwerrn con 2 000 abitanti.